# 소년탐정 김전일의 등장인물 목록
다음은 《소년탐정 김전일》의 등장인물 목록이다. 참고로 한국명은 투니버스, 애니박스에서 방영할 당시 사용된 이름이다.

## 등장인물 목록

### 경시청 인물/주요 등장인물
- 김전일(金田一 一, 일본명:킨다이치 하지메, 한국명:김전일)
성우: (일) 야마구치 캇페이(극장판1기), 마츠노 타이키, (한) 김환진(투니버스1기), 강수진(투니버스2기, 애니박스)
  - 명탐정 킨다이치 코스케의 손자(원래의 킨다이치 코스케는 독신이지만 본 작품에선 사위에게 성을 물려준 외조부로 설정됨)로 IQ 180 이상의 천재지만 공부에 관심이 없어 성적은 아래를 맴도는 문제아. 미인을 보면 사족을 못쓰는 주책스런 모습도 보이지만, 사건이 발생하면 날카로운 관찰력과 끈기로 놀라운 추리를 선보여 범인을 정확하게 밝혀내는 정의감이 강한 소년이다. 범인을 진심으로 잡아낼 마음이 생기면 "명탐정이였던 할아버지의 이름을 걸고!"란 명대사를 날린다. 그의 추리실력은 경시청에서 수사에 도움을 받을 정도로 놀라운 수준. 참고로 일본어 원판의 이름은 '킨다이치 하지메(金田一 一)'로 1990년대에는 일본만화를 한국에 정식발매할 때 일본어가 들어갈 수 없었기 때문에 킨다이치(金田一)라는 성을 로컬라이징하여 나왔다. 문화개방의 영향으로 현재는 일본어 이름을 그대로 사용할 수 있지만 '김전일'이란 로컬라이징 이름이 워낙 대중에게 알려지는 바람에 그대로 사용한다.

- - 아케치 - 우타지마 제4 사건에서 김전일은 아케치 켄고와 연락하고 있다는 사실이 밝혀진다. 112가아니라 직통으로 아케치한테 전화하는 거 봐서 아케치와 여전히 교류가 있는 듯. 직후에 켄모치 이사무와도 연락하여 용의자 신상 정보에 대해 부탁하게 된다. 다만 아케치나 켄모치 모두 오랜만이라는 반응을 보이고 이전에 비해 어색하게 최소한의 격식은 차리는 것으로 봐서는 상당히 드물게 연락하는 것으로 추정된다. 은퇴한지 8년이나 지난 켄모치를 굳이 경부님이라는 호칭으로 부르며 예의를 차린 걸 보면 정말 오랫동안 연락이 없었을 확률이 꽤 있다.
- 아케치(明智 健悟, 일본명:아케치 켄고, 한국명:오지명, 카멜[1]) 경시(총경)
성우: (일) 모리카와 토시유키, (한) 박규웅(투니버스1기), 김민석(투니버스2기), 박서진(애니박스)
  - 경찰관인 아버지[2]의 뒤를 이어 도쿄 경시청의 경찰이 되어, 지금은 켄모치 경부의 상관인 수사1과 과장이다. 켄모치를 비롯한 부하들이 험담을 하는 곳마다 나타난다. 경찰 고등시험을 최연소 수석으로 통과하였을 뿐만 아니라 김전일과 막상막하 수준의 추리실력을 지닌 천재적인 인물로 유키야사 전설 살인사건에서 김전일과 처음 만나고(애니메이션에선 밀랍인형 성 사건에서 첫 만남), 고쿠몬 학원 살인사건편에서 김전일과 힘을 합쳐 사건을 해결했으며, 로마 가톨릭 순교성지에서 일어난 살인사건인 아마쿠사 보물 전설 살인사건(보물탐사대 살인사건)에서 김전일에게 범인이 사용한 트릭을 설명하는데 필요한 자료를 보내주어 사건해결에 기여하였다. 김전일을 높게 평가하고 있으며 다른 사람들이 김전일의 추리를 무시해도 아케치 총경은 전폭적인 신뢰를 표시한다.

- - 김전일 - 첫 대면인 유키야샤 사건 때도 그랬지만 김전일과는 서로가 서로를 까는 것을 즐기는 관계를 형성한 것처럼 보인다.  마술 열차 살인사건 원작 초반에서는 김전일이 오늘 내로 반납해야 하는 에로 비디오를 챙긴 채 경시청에 감사장을 받으러 왔는데, 김전일의 발을 일부러 걸어 에로 비디오가 사무실 기기에 들어가게 만들고 영상이 재생되는 바람에 분위기가 싸해지는 가운데 혼자 뒤돌아서서 웃음을 참고 있었다. 하지만 어쨌든 둘 다 사건이 일어나면 이를 해결해야만 하는 위치에 있는 사람들이기 때문에 크게 보면 서로 협력하는 관계에 있다. 지방에 놀러갔다가 또 사건에 말려든 김전일의 추리를 지역 형사가 방해하자 전화로 갈궈 그 형사를 데꿀멍시켰다. 그래서 천둥축제 살인사건때 아카이를 전화로 갈궜으면 김전일이 좀더 추리하기 쉬웠을수도 있단 의견이 있다. 사실상 김전일이 동원할 수 있는 인맥 중 단연 최강이라고 할 수 있겠다. 추리력에서는 김전일과 거의 맞먹는 몇 안 되는 인물이지만, 스토리상 조연의 한계로 일부 사건을 제외하면 김전일처럼 본무대에서 추리를 하기보다는 뒷편에서 보조하는 편이다. 그래서 혼자 있을 때는 잘만 추리하다가 김전일하고 같이 있으면 추리력이 떨어진다는 반 농담조의 평도 있다. 그래도 고쿠몬 학원 살인사건이나 망령 교사의 살인 편에서는 김전일과 거의 대등한 위치에서 양대 탐정 역을 맡아 함께 사건을 해결했다.고쿠몬 학원 같은 경우는 현장이 둘로 완전히 분리되어 있었기 때문에 각 부분을 전담할 1명의 탐정이 필요해서 최소한 탐정이 2명은 있었어야 했다. 김전일보다 지식적인 면이나 경찰 특유의 정보력 측면 등에서 훨씬 우수해서 주로 김전일 혼자 풀어내기 어려운 부분에서 많은 도움을 준다. 함께 추리를 하는 경우는 이 둘이서만 진상을 알아차려서 다른 사람들이 당황하는 개그도 나온다. 한편 그 대단한 스펙상 연애 감정까지는 아니어도 미유키의 호감+동경을 사다보니 김전일의 질투의 대상이 되기도 한다. 서로가 서로를 까는 것을 즐기면서도 켄모치 경부의 살인 에피소드에서 부스지마 리쿠의 반성없는 태도에 대해 분노하며 달려드는 김전일을 이름 한번 부르는것으로 엄격히 통제하기도 하는 어른스러운 면모를 보이기도 하며 37세의 사건부 에피소드인 우타시마 리조트 살인사건에서는 수수께끼는 풀고 싶지 않아하는 김전일에게 충고를 하여 다시 일어서는 원동력을 제공해주기도 하고 김전일을 위해 악천후임에도 불구하고 자위대 헬기를 직접 보내는등 확실히 김전일을 아끼는 면을 보여준다.
- 켄모치(剣持 勇, 일본명:켄모치 이사무, 한국명:이사무) 경부(경정)
성우: (일) 나츠야기 이사오(극장판1기), 코스기 쥬로타, (한) 유제상(투니버스1기), 장광(투니버스2기), 김환진(애니박스)
  - 도쿄 경시청의 경찰로 아케치 경시의 부하. 엉뚱한 추리를 선보이기도 하지만, 의리를 소중히 여기는 의협심과 오랜 경험에서 나오는 판단력은 대단하다. 그 실례로 괴기 서커스 살인편에서 켄모치 경정은 유도로 도망치는 은행강도를 검거하고, 논리적인 말솜씨로 탐문수사에 반발하는 사람들을 설득하는 등 형사로서의 장점들을 보여주었다. 가족으로는 연애결혼을 한 부인 카즈에와, 자식 3명이 있다. 대부분의 사건에서 김전일과 엮이게 되며, 사건 해결에 도움이 될만한 자료를 제공함으로써 그의 추리를 돕는 든든한 조력자다. 원작과 달리 애니메이션에서는 처음(7대 불가사의)부터 김전일과 아는 사이로 등장한다.

### 주요 캐릭터
- 미유키(七瀬 美雪, 일본명/한국명(대원방송):나나세 미유키, 한국명(투니버스):설유미)
성우: (일) 나카가와 아키코, (한) 이진화(투니버스1기), 이지영(투니버스2기), 이지현(애니박스)
  - 김전일과 같은 학교를 다니고 있는 친구로 어린시절부터 알고 지내온 소꿉친구 사이. 학생회장 겸 미스테리 연구부의 부장을 맡고있다. 수업을 빼먹거나 학교에서 자는 바람에 성적이 바닥인 김전일과 달리 상위권 성적을 기록한다. 김전일과 같이 다니면서 여러 가지 사건들에 휘말리지만(납치되거나 부상당하기도), 언제나 김전일을 전폭적으로 신뢰하고 걱정하는 모습이 자주 나온다. '김전일이 남자친구 아니냐'는 말에는 질색하며 '소꿉친구일 뿐'이라 일축한다.
- 류타(佐木 竜太, 일본명/한국명(대원방송명):사키 류타, 한국명(투니버스):고현상)
성우: (일) 난바 케이이치, (한) 박규웅(투니버스1기), 김광국(투니버스2기), 이동훈(애니박스)
  - 김전일과 미유키의 같은학교 후배로 자칭 '김전일의 조수'. 비디오 촬영이 취미로 그가 촬영한 내용이 김전일의 추리에 결정적인 힌트를 주기도 한다. 이진칸 호텔 살인사건(웨스턴 호텔 살인사건)에서 김전일의 추리를 돕다가 범인에게 살해당한다. 다만 애니메이션판에서는 범인에게 당하여 혼수 상태에 빠졌다가 기적적으로 목숨을 건진것으로 나온다. 원작에선 류타의 사후 그의 친동생인 '사키 류지'가 형의 역할을 물려받아 김전일의 조수 포지션으로 등장하지만, 애니판에선 죽지 않고 살았기 때문에 계속해서 등장한다. (애니판에선 동생 류지가 아에 등장하지 않음.)
- 류지(佐木 竜二, 일본명:사키 류지 한국명:고유지(비공식적으로 등장.))
  - 자칭 '김전일의 조수'. 류타의 동생이다. 애니판에선 등장하지 않지만 원작에선 죽은 형 류타의 의지를 이어받아 활약한다. 형과 마찬가지로 그의 비디오 촬영으로 김전일의 추리활동을 돕고 있는데, 실제로 그가 찍은 비디오는 김전일이 추리한 내용을 논리적으로 증명하는데 도움이 된다.[3]

### 기타 등장인물
- 타카토 요이치(高遠 遥一, 한국명:도일)
성우: (일) 오노 켄이치, (한) 임성표, 이재범
  - 통칭 '지옥의 광대'. 살인을 예술이라고 착각하는 흉악범으로 평소에는 마술사로 위장하고 다니지만, 사실은 타인의 의뢰를 받아 완벽한 범죄를 하도록 도와주는 '범죄 코디네이터'가 직업이다. 김전일의 숙적으로 홋카이도의 사골원(일본어: 死骨ヶ原 시코츠가하라[*])역에서 발생한 (마술열차 살인사건)을 해결하는 과정에서 범인으로 첫등장. 김전일과의 대결할 때마다 경찰에 체포되지만 이후에 반드시 탈옥하고 있다. 김전일이 유일하게 자신의 명예를 걸고 체포하겠다고 맹세한(러시아 인형 사건) 악인이다.
- 이츠키 요스케(いつき 陽介, 한국명:장수길, 장두팔) 기자
성우: (일) 히라타 히로아키, (한) 정동열, 임성표, 문관일, 최낙윤
  - 본명은 키무라 신스케. 월간지에 직접고용된 정규직 기자가 아닌, 원고료로 생계유지를 하는 비정규직 기자이다. 히렌호 전설 살인사건(비련호 살인사건) 이후 김전일을 돕게 되었으며 이후 각종 사건에서 주변 인물이나 사건의 정보를 스스로 또는 김전일의 부탁을 받고 제공하는 인물이다.
- 하야미 레이카(速水 玲香, 한국명:레이카)
성우: (일) 이이즈카 마유미, (한) 최문자, 김성희, 한신정, 김성연
  - 김전일을 짝사랑 하는 인기 여배우&아이돌 가수. 김전일과 미유키의 친구이며 미유키의 '경쟁자'다. 하야미 레이카 유괴 살인 사건에서는 매니저에게 부탁해서 김전일의 아르바이트를 구해주었다. '유키야사 전설 살인사건'에 처음 등장해 이후 사건에 휘말리는 등 여러 일을 접하게 된다. 자기 주장이 강한 주체적 여성으로 하야미 레이카 유괴 살인 사건 때에 매니저와 납치를 당하기도 했다.
- 긴다이치 후미(金田一 二三, 한국명:김채리)
성우: (일) 이케자와 하루나, (한) 이동은, 조경이
  - 김전일의 사촌 동생. 예전에는 산장 래빗에서 아버지의 일을 거들어 드렸으나, 산장에서 살인사건이 일어난다는 내용의 크리스마스의 살인 에피소드 이후로는 산장이 망해서 김전일 집에 맡겨진다. 이후 종종 사건에 휘말리게 되며 만화에 등장한다. 사촌 오빠인 김전일을 놀리며 막 대하는 편이지만 가끔 어른스러운 면도 보여준다. 등장할 때마다 사건 해결의 실마리를 제공하는 약방의 감초. 아버지의 산장에서 노동을 한 덕분에 몸과 마음 모두 건강하여 같은 반 남자어린이가 부러워한다.
- 포와로(Poirot)
  - 애장판 13권의 괴도신사의 살인에 나오는 사쿠라라는 인물이 기르고 있던 강아지. 라벤더 향에 매우 민감하다. 괴도신사의 살인의 해결 이후 알 수 없는 이유(아직 밝혀지지 않았지만 주인이 맡긴 듯하다.)로 인해 후미가 데리고 다닌다.
- 미타무라 게이코
성우: (일) 도이 미카, (한) 장혜선, 이미나
  - 하야미 레이카 유괴 살인 사건에 나온 여배우. 실력을 인정받는 중견 배우로 인정이 많다. 그래서 레이카에게 일을 가르칠 때는 살아남을 수 있도록 엄하게 가르친다. 레이카가 유괴되었을때에는 1억엔을 몸값으로 내었고, 고속도로에서 버려진 채로 발견되어 병원에 입원했을 때에는 명란젓을 넣은 오니기리(일본주먹밥)를 만들어왔다. 그래서 김전일은 혹시 레이카의 친어머니가 미타무라 게이코가 아닌지 추리한다. 작가는 게이코가 레이카를 안아주며 "잘 들어라. 만약 네게 안 좋은 일이 생긴다면 어미는.."이라고 말하는 역사 드라마 녹화 장면에서 자신도 모르게 눈물을 흘리는 장면을 넣어 이들의 관계를 암시한다.
- 마스미

모델, 전일이와 미유키의 초등학교 친구. 엄마가 가출하고 아버지는 알코올 중독자였기 때문에 중학교때 문제아로 자랐다. 하지만 의류회사 사장이 마스미의 실력을 알아보고 모델로 취직시켜주었다. 사람보는 눈이 있었던 것이다. 사장에게 원한을 가진 직장 상사에게 이용당하는 어려움을 겪기도 하지만, 전일이와 켄모치 경부의 배려로 동창들과 즐거운 저녁시간을 보내는등 사회에 조금씩 적응해간다.

## 참고 사항
1. ↑  김전일 1기에서는 이름을 오지명 경감으로 불렀다가, 2기에서부터는 유학생 출신으로 설정된 덕분에 카멜 경감으로 바뀌었다.
2. ↑  아케치의 아버지는 나중에 김전일이 해결하는 사건인 밀랍인형성 살인사건의 범인의 애인인 사야마 쿄지등이 가담한 현금 강탈 작전수사를 지도했으나, 공소시효가 만료되는 바람에 자책하며 경찰을 퇴직한 뒤 고인이 되었다.
3. ↑  그 근거로 후도 예술 고등학교에서 일어난 연쇄살인사건 때 김전일은 사키가 찍은 비디오를 사건 관계자들에게 보여주면서 살인사건의 사유를 논리적으로 증명하는데 이용한다.